# Breñakampanjen
Breñakampanjen (på spanska  ”Campaña de la Breña” eller ”La Campaña de la Sierra”) är den sista etappen i Stillahavskrigen. Från april 1881 till juni 1884, ockuperade en grupp chilenska bataljoner de peruanska bergen där de stred mot peruanska styrkor ledda av Andrés Avelino Cáceres och Gregorio Albarracín, och gerillagrupper som bestod av bönder.

## Händelseförlopp

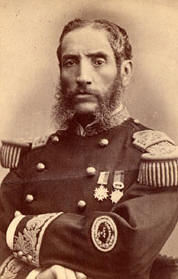
Cáceres, "Demonen från Anderna"

Utan möjlighet till att få fred inrättade chefen för ockupationsstyrkorna, den chilenske viceamiralen Patricio Lynch, sitt militärkvarter i regeringspalatset i Lima (”Palacio de Pizarro”) och ledde striderna mot de peruanska motståndsstyrkorna i bergen, i vad som kallas Breñakampanjen. De mötte otaliga spridda motståndsaktioner i huvudstaden och sedan ett motstånd som var tydligt organiserat.
Efter sammanstötningarna i slagen vid San Juan och Miraflores, beslöt den då peruanske översten Andrés Avelino Cáceres och några andra såsom kaptenen José Miguel Pérez bege sig till de centrala delarana av Anderna för att organisera och åter få igång motståndet mot ockupationen av de chilenska trupperna; för detta åkte de den 15 april 1881 tåg från Viterbostationen (och undgick upptäckt från de bevakande chilenska soldaterna) med slutstation i staden Jauja. På så sätt, och mycket tack vare sina djupa kunskaper i språket quechua organiserade Cáceres försvaret mellan den civila befolkningen i området Sierra Central och översten Gregorio Albarracín i Sierra Sur (södra Anderna); vilka under en tid av tre år utförde en effektiv gerillakrigföring. De valde ”la breña” i de centrala delarna av Anderna för sin motståndskamp, för där fanns markförhållanden som var utmärkta för gerillakrigföring. Där fanns också mänskliga resurser att tillgå, fastän utan militär träning och dåligt beväpnade för en utdragen kamp.
Det militära motståndet under ledning av Cáceres i södra och centrala Anderna ledde till flera segrar mot de chilenska ockupationsstyrkorna tills de peruanska styrkorna slutligen led ett avgörande militärt nederlag vid Huamachuco den 10 juli 1883, i norra bergsområdena vilket öppnade vägen för ett slut på kriget. En grupp peruanska ledare (tvingade till detta av den chilenska ledningen[källa behövs]) tog tillfället att avsluta konflikten och sätta in generalen Miguel Iglesias som den nye presidenten och underteckna ett fredsfördrag med Chile, med vilket man avslutade det envisa motståndet i bergsområdena.
Efter kriget ledde motsättningarna mellan Cáceres och Iglesias till konflikt mellan de grupperingar som leddes av de två ledarna.

## Fotnoter
1. ↑  ”breña” är ett stenigt bergsområde främst beväxt med ogräs.